# Franklin River (Franklin Glacier)
Franklin River är ett vattendrag i Kanada.   Det ligger i Regional District of Mount Waddington och provinsen British Columbia, i den sydvästra delen av landet, 3 700 km väster om huvudstaden Ottawa.
Trakten runt Franklin River är nära nog obefolkad, med mindre än två invånare per kvadratkilometer.